# Кадусия
Кадусия —  историческое государство, область и место обитания ираноязычного племени кадусиев на юго-западном побережье Каспия.

## География
Страбон пишет: «Большую часть побережья около горной области занимают кадусии». Дионисий Пернегет также упоминает «...кадусии, живущие в горной стране». Кадусии обитали по соседству с албанами. Это видно из следующего упоминания Страбона: «...берегов албанцев и кадусиев». Следовательно, кадусии обитали на побережье Каспия, принадлежащем Атропатене, в горной стране, где жила и часть албанов. Страбон же пишет: «Большую часть побережья около горной области занимают кадусии, почти что на пространстве 5000 стадий». Эта горная страна, бесспорно, современные Талышские горы на юге-востоке Советского Азербайджана, а также и Талышские и Багровские горы на юго-западе Каспия. Кадусии также граничили с мидийцами и матианами у подошвы Парахоафры.